# Malali, Honnali
Malali là một làng thuộc tehsil Honnali, huyện Davanagere, bang Karnataka, Ấn Độ.